# Lipka Krajeńska
Lipka Krajeńska – stacja kolejowa w Lipce, na skraju północnej Wielkopolski. Według klasyfikacji PKP ma kategorię dworca lokalnego. Stacja znajduje się przy strategicznie ważnej do 1945 roku magistrali kolejowej Berlin-Królewiec (tzw. Ostbahn).

## Ruch pasażerski
| Rok  | Wymiana pasażerska na dobę |
| ---- | -------------------------- |
| 2017 | 150-199                    |
| 2022 | 150-199                    |